# × Serapicamptis forbesii
× Serapicamptis forbesii là một loài thực vật có hoa trong họ Lan. Loài này được Godfrey miêu tả khoa học đầu tiên năm 1921.